# Dakota Darsow
Dakota Darsow (1987) es un luchador profesional estadounidense. Es conocido por su tiempo trabajando en el territorio del desarrollo de la World Wrestling Entertainment (WWE), Florida Championship Wrestling (FCW), bajo los nombres de Maverick Darsow y Barry Allen.
Darsow es un luchador profesional de segunda generación; su padre Barry Darsow también ha sido luchador profesional, más conocido como Demolition Smash y Repo Man.

## Vida personal
Darsow asistió a la Maple Grove Senior High School en Maple Grove, Minnesota. Él jugó al fútbol americano en el equipo de la escuela. Firmó por el equipo de fútbol americano de la Universidad de Minnesota Crookston como un apoyador. Darsow aparece en la película Jobbers.

## Carrera en lucha libre profesional

### Carrera temprana
Antes de ser firmado por la World Wrestling Entertainment, Darsow compitió en varias promociones de lucha libre basadas en Minnesota como French Lakes Wrestling Association y Pro Wrestling America. También compitió en Steel Domain Wrestling y Great Lakes Championship Wrestling.

### World Wrestling Entertainment (2008–2009)
A finales de 2008, firmó un contrato de desarrollo con la World Wrestling Entertainment y fue enviado a competir en Florida Championship Wrestling. Él debutó bajo su verdadero nombre en una victoria sobre Ian Richardson. Él cambiaría su nombre a Maverick Darsow y luchó bajo ese nombre para más de un mes. Él compitió en luchas en equipos de seis hombres, con Brett DiBiase y Tank Mulligan como sus compañeros de equipo, perdiendo ante Lawrence Knight, Kaleb O'Neal y Tyson Tarver, pero derrotando a Tristan Delta, Derrick Bateman y Abraham Washington. En marzo cambiaría su nombre a Barry Allen. Después de hacer equipo con Jon Cutler y Dawson Alexander Esq. para derrotar a Abraham Saddam Washington y su facción Secret Service, derrotó a DH Smith el 26 de marzo.
El 5 de junio, fue revelado que Darsow había sido liberado de su contrato de desarrollo con la WWE.

### Total Nonstop Action Wrestling (2011, 2012)
El 23 de junio de 2011, Darsow hizo una aparición en el programa de televisión de Total Nonstop Action Wrestling Impact Wrestling, perdiendo ante Zema Ion en un Three-Way Match en la primera ronda de un torneo por un contrato con la TNA, que también incluyó a Federico Palacios. Darsow volvió a TNA en el episodio del 5 de julio de 2012 de Impact Wrestling, donde fue derrotado por Flip Cassanova en una lucha de clasificación del torneo por el Campeonato de la División X de la TNA. Tres días más tarde en Destination X, Darsow tuvo otra oportunidad de ganar su camino hacia el torneo, pero fue derrotado por Mason Andrews en un Four-Way Last Chance Match, que también incluyó a Rubix y Lars Only. En el siguiente episodio de Impact Wrestling, Darsow se enfrentó ante el nuevo Campeón de la División X Zema Ion, siendo derrotado. Darsow regresó en el episodio el 26 de julio de Impact Wrestling, buscando una oportunidad por el Campeonato de la División X, pero el Campeón Mundial Peso Pesado de la TNA Austin Aries no optó por concederle una y en cambio lo eliminó de la carrera.

## En lucha
- Movimientos finales
  - Barely Legal – adoptado de su padre
  - Crowbar (Single leg boston crab) – adoptado de su padre
  - Super brainbuster sobre el esquinero superior

- Movimientos de firma
  - Arm-trap triangle choke
  - Air Darsow (Somersault topé a través de la segunda y tercera cuerda)
  - Shining wizard
  - Enzuigiri
  - Múltiples variaciones de moonsault
    - Split-legged
    - Standing
    - Springboard

  - Rapid double palm strikes seguidos por un Rolling elbow
  - Darsow Kick (Running big boot a un oponente en el esquinero)
  - Plancha
  - Sitout scoop slam piledriver
  - Spin-out powerbomb
  - Suicide dive

## Campeonatos y logros
- Florida Underground Wrestling
  - FUW Tag Team Championship (3 veces) – con Kennedy Kendrick[18]

- Pro Wrestling Illustrated
  - PWI lo situó en el #340 de los 500 mejores luchadores en el PWI 500 en 2010[18]